# Junge-oder-Mädchen-Problem
Das Junge-oder-Mädchen-Problem, auch als Zwei-Kinder-Problem oder Geschwisterproblem bekannt, ist eine Aufgabe mit Bezug zur Wahrscheinlichkeitstheorie. Die Aufgabenstellung handelt von der Möglichkeit, bei Zwei-Kind-Familien aus der Kenntnis des Geschlechts eines der beiden Kinder eine bedingte Wahrscheinlichkeitsaussage über das Geschlecht des anderen Kinds machen zu können. Die ursprüngliche Formulierung des Problems wurde von Martin Gardner 1959 im Scientific American veröffentlicht und besteht aus zwei Fragen:
- Herr Jones hat zwei Kinder. Das ältere Kind ist ein Mädchen. Wie groß ist die Wahrscheinlichkeit, dass beide Kinder Mädchen sind?
- Herr Smith hat zwei Kinder. Mindestens eines von ihnen ist ein Junge. Wie groß ist die Wahrscheinlichkeit, dass beide Kinder Jungen sind?

Gardner gab ursprünglich die Antworten 1⁄2 und 1⁄3, musste aber später zugeben, dass die Antwort auf die zweite Frage auch 1⁄2 sein kann, abhängig davon, durch welche Fragestellung die Information über das Geschlecht eines der Kinder erhalten wurde.
Marilyn vos Savant wählt in ihrer Formulierung des Problems 1997 einen Vater und eine Mutter als Eltern der vier Kinder.

## Annahme
Angenommen wird, dass jedes Kind a priori mit gleicher Wahrscheinlichkeit ein Junge bzw. ein Mädchen ist, was insbesondere zur Folge hat, dass das Geschlecht des zweiten Kindes stochastisch unabhängig vom Geschlecht des ersten Kindes ist.
Die Wahrscheinlichkeit für jeden der vier Fälle
1. (JJ) beide Kinder sind Jungen,
2. (JM) erstes Kind ist ein Junge und zweites Kind ein Mädchen,
3. (MJ) erstes Kind ist ein Mädchen und zweites Kind ein Junge, und
4. (MM) beide Kinder sind Mädchen

ist nach dieser Annahme jeweils 1⁄4. Die Verteilung des Geschlechts von Geschwistern in Familien mit zwei Kindern entspräche damit dem unabhängigen Wurf zweier idealer Münzen. (Diese Annahme entspricht allerdings nicht den biologischen und statistischen Tatsachen.)

## Analyse der Problemstellung in Form von Fragen

### Neuformulierung der Problemstellung
Ausgehend von der Tatsache, dass man Information als eindeutige Antwort auf eine eindeutige Frage betrachten kann, können die Informationen aus den beiden Aussagen über die Geschlechter der Kinder auch in Form von Antworten auf Fragen formuliert werden. Zur Vereinheitlichung der Darstellung werden diese Fragen im Folgenden an die Mutter von zwei Kindern gestellt. Durch die Frage an die Mutter soll nun die Wahrscheinlichkeit genauer bestimmt werden, dass beide Kinder Mädchen sind. Dabei erhält man durch unterschiedliche Fragestellungen unterschiedliche Informationen, was zu unterschiedlichen Wahrscheinlichkeiten führt. (Die direkte Fragestellung „Haben Sie zwei Töchter?“ samt Antwort „Ja“ bzw. „Nein“ ist natürlich trivial und muss nicht weiter untersucht werden.)

### Erste Fragestellung
„Welches  Geschlecht hat Ihr älteres Kind?“ Antwort: „Es ist ein Mädchen.“
Wie groß ist die Wahrscheinlichkeit, dass beide Kinder Mädchen sind?
Die Lösung ist 1⁄2.
Die Lösung lässt sich mit folgender Tabelle ermitteln:
|    | Kind    | Kind     | Jüngeres Kind ist… | Wahrscheinlichkeit | Wahrscheinlichkeit |
| 1. | 2.      | a priori | Jüngeres Kind ist… | bedingt            |                    |
| -- | ------- | -------- | ------------------ | ------------------ | ------------------ |
| 1  | Junge   | Junge    | (nicht möglich)    | 1/4                | 0                  |
| 2  | Junge   | Mädchen  | (nicht möglich)    | 1/4                | 0                  |
| 3  | Mädchen | Junge    | Junge              | 1/4                | 1/2                |
| 4  | Mädchen | Mädchen  | Mädchen            | 1/4                | 1/2                |
Die ersten beiden Spalten zeigen, welche Varianten bei zwei Kindern grundsätzlich möglich sind. Spalte 3 zeigt die Möglichkeiten, die übrig bleiben, wenn man weiß, dass das ältere Kind ein Mädchen ist – die Fälle 1 und 2 sind dann nicht möglich. Somit bleiben zwei gleich wahrscheinliche Möglichkeiten für das zweite Kind, von denen eine ein weiteres Mädchen ist.
In diesem einfachen Fall führt auch eine andere Überlegung zum gleichen Ergebnis: Wenn eines der beiden Kinder ein Mädchen ist, kommt es nur auf das Geschlecht des anderen Kindes an, ob beide Kinder Mädchen sind. Da hier das ältere Kind ein Mädchen ist, ist die Wahrscheinlichkeit, dass beide Kinder Mädchen sind, gleich der Wahrscheinlichkeit, dass auch das jüngere Kind ein Mädchen ist. Da das Geschlecht jedes Kindes unabhängig vom Geschlecht des anderen Kindes ist, erhält man durch die Information über das Geschlecht des älteren Kindes keine Informationen über das Geschlecht des jüngeren Kindes, die Anlass sein könnten, die a priori gleiche Wahrscheinlichkeit für Mädchen oder Junge als Geschlecht des jüngeren Kindes zu modifizieren. Die Wahrscheinlichkeit, dass das jüngere Kind ebenfalls ein Mädchen ist und damit beide Kinder Mädchen sind, beträgt daher 1⁄2.

### Zweite Fragestellung
„Haben Sie zwei Söhne?“ Antwort: „Nein.“
Wie groß ist die Wahrscheinlichkeit, dass beide Kinder Mädchen sind?
Die Lösung ist 1⁄3.
Die Lösung lässt sich mit folgender Tabelle ermitteln:
|   | 1. Kind | 2. Kind | Antwort der Mutter | Anderes Kind ist… |
| 1 | Junge   | Junge   | ja                 | irrelevant        |
| 2 | Junge   | Mädchen | nein               | Junge             |
| 3 | Mädchen | Junge   | nein               | Junge             |
| 4 | Mädchen | Mädchen | nein               | Mädchen           |
Da mindestens eines der Kinder ein Mädchen sein muss, ist Fall 1 nicht möglich. Es bleiben also nur noch drei Konstellationen übrig, die letzte Spalte zeigt die Möglichkeiten. Einfaches Abzählen zeigt, dass in einem von drei gleich wahrscheinlichen Fällen beide Kinder Mädchen sind.
Dies ist identisch mit der Frage „Haben Sie mindestens eine Tochter?“ und der Antwort „Ja“ – auch hier beträgt die Wahrscheinlichkeit für zwei Mädchen 1⁄3.

### Dritte Fragestellung
„Welches  Geschlecht hat eines Ihrer Kinder?“ Antwort: „Eines meiner Kinder ist ein Mädchen.“
Wie groß ist die Wahrscheinlichkeit, dass beide Kinder Mädchen sind?
Die Lösung ist 1⁄2.

#### Lösung mittels Tabelle
Die Lösung lässt sich mit folgender Tabelle ermitteln. Weil die Mutter jedes ihrer beiden Kinder nennen kann, gibt es insgesamt acht Möglichkeiten:
|   | 1. Kind | 2. Kind | Wahl der Mutter | Antwort der Mutter | Anderes Kind ist… |
| 1 | Junge   | Junge   | 1. Kind         | „Junge“            | Junge             |
| 2 | Junge   | Junge   | 2. Kind         | „Junge“            | Junge             |
| 3 | Junge   | Mädchen | 1. Kind         | „Junge“            | Mädchen           |
| 4 | Junge   | Mädchen | 2. Kind         | „Mädchen“          | Junge             |
| 5 | Mädchen | Junge   | 1. Kind         | „Mädchen“          | Junge             |
| 6 | Mädchen | Junge   | 2. Kind         | „Junge“            | Mädchen           |
| 7 | Mädchen | Mädchen | 1. Kind         | „Mädchen“          | Mädchen           |
| 8 | Mädchen | Mädchen | 2. Kind         | „Mädchen“          | Mädchen           |
Da es keinen Grund für die Annahme einer Präferenz der Mutter bei der Nennung des Geschlechts eines ihrer Kinder gibt, ist es sinnvoll, zu unterstellen, dass die Mutter das genannte Kind zufällig gewählt hat (diskrete Gleichverteilung). Daher sind alle acht Möglichkeiten gleich wahrscheinlich. Da man weiß, dass die Mutter geantwortet hat, dass eines ihrer Kinder ein Mädchen ist, beschränken sich die möglichen Konstellationen auf die Nummern 4, 5, 7 und 8. Sie bilden die Bedingung. In der Hälfte dieser Fälle, nämlich in den Fällen 7 und 8, ist das andere Kind ebenfalls ein Mädchen. Die bedingte Wahrscheinlichkeit ist also 1⁄2.

#### Lösung mittels Urnenmodell
Gegeben sind vier Urnen, eine mit zwei schwarzen Kugeln {\displaystyle U_{ss}}, eine mit zwei weißen Kugeln {\displaystyle U_{ww}} und zwei gemischte mit je einer schwarzen und einer weißen Kugel: {\displaystyle U_{sw}} und {\displaystyle U_{ws}}. (Dies entspricht der Annahme der Gleichverteilung der Geschlechter bei zwei Kindern.) Aus einer zufällig ausgewählten Urne (es wird eine zufällig ausgewählte Mutter von zwei Kindern befragt) wird eine Kugel gezogen (die Mutter nennt das Geschlecht eines zufälligen ihrer beiden Kinder), die Kugel ist weiß ({\displaystyle K_{1}=W}) . Wie hoch ist die Wahrscheinlichkeit, dass die andere Kugel in dieser Urne ebenfalls weiß ist?
Gesucht wird also die bedingte Wahrscheinlichkeit
{\displaystyle P(K_{2}=W\mid K_{1}=W)}.
Die zweite Kugel kann nur dann ebenfalls weiß sein, wenn die erste Kugel aus der Urne mit den beiden weißen Kugeln gezogen wurde. Da alle vier Urnen a priori gleich wahrscheinlich sind, ist {\displaystyle P(U_{ww})=1/4}. Da zudem alle Urnen gleich viele Kugeln enthalten, ist die Wahrscheinlichkeit, gezogen zu werden, für alle Kugeln gleich groß; die totale Wahrscheinlichkeit {\displaystyle P(K_{1}=W)}, eine weiße Kugel zu ziehen, ist daher gleich dem Anteil der weißen Kugeln an allen Kugeln und beträgt {\displaystyle 4/8=1/2}. Daraus ergibt sich nach dem Satz von Bayes für die gesuchte Wahrscheinlichkeit
{\displaystyle P(K_{2}=W\mid K_{1}=W)=P(U_{ww}\mid K_{1}=W)={\frac {P(K_{1}=W\mid U_{ww})\cdot P(U_{ww})}{P(K_{1}=W)}}={{1\cdot {1 \over 4}} \over {1 \over 2}}={1 \over 2}.}
Gegenprobe: Die andere Kugel in der Urne ist genau dann schwarz, wenn die weiße Kugel aus einer der beiden gemischten Urnen stammt. Da die Bedingung durch unabhängige Ereignisse erfüllt werden kann, müssen die Wahrscheinlichkeiten dieser Ereignisse addiert werden. In diesem Fall, wo zwei gleich wahrscheinliche Urnen die Bedingung erfüllen, ist die Wahrscheinlichkeit folglich zwei Mal die Wahrscheinlichkeit für eine einzelne der beiden gemischten Urnen. Die Wahrscheinlichkeit, dass die andere Kugel in der Urne schwarz ist, ist daher
{\displaystyle P(K_{2}=S\mid K_{1}=W)=P(U_{sw}\mid K_{1}=W)+P(U_{ws}\mid K_{1}=W)=2\;P(U_{sw}\mid K_{1}=W)}
{\displaystyle =2\;{\frac {P(K_{1}=W\mid U_{sw})\cdot P(U_{sw})}{P(K_{1}=W)}}=2\cdot {{{1 \over 2}\cdot {1 \over 4}} \over {1 \over 2}}={1 \over 2}.}
Eine Modellierung der Fragestellung mit einem Urnenmodell führt daher zum gleichen Ergebnis wie die Wahrscheinlichkeitstabelle.

## Ähnliche Probleme
- Ziegenproblem
- Gefangenenparadoxon